# Maria Paseka
Maria Paseka (în rusă Мария Пасека; n. 19 iulie 1995, Moscova, Rusia) este o gimnastă artistică ce a reprezentat Rusia, medaliată olimpică. A participat la 2 ediții ale Jocurilor Olimpice (2012, 2016) în care a câștigat 3 medalii de argint și o medalie de bronz.